# موردراز (دیشموک)
موردراز یک روستا در ایران است که در دهستان بهمئی سرحدی شرقی واقع شده‌است. موردراز ۱۴۵ نفر جمعیت دارد.